# 1829 w muzyce
Wydarzenia muzyczne w 1829 roku.

## Wydarzenia
- 1 stycznia – w wiedeńskiej Musikvereinsaal miała miejsce premiera opery Fierrabras D 796 Franza Schuberta[1][2]
- 10 stycznia – w paryskim Théâtre Feydeau miała miejsce premiera opery La fiancée Daniela Aubera[1][2]
- 12 stycznia – w neapolitańskim Teatro San Carlo miała miejsce premiera opery Il paria Gaetana Donizettiego[1][2]
- 30 stycznia – odbyła się premiera kantaty „Mirjams Siegesgesang” D 942 Franza Schuberta[1][2]
- 6 lutego – w paryskim Théâtre des Nouveautés miała miejsce premiera opery Le jeune propriétaire et le vieux fermier Adolphe’a Adama[1][2]
- 9 lutego – w paryskim Théâtre Feydeau miała miejsce premiera opery Pierre et Catherine Adolphe’a Adama[1][2]
- 14 lutego – w mediolańskiej La Scali miała miejsce premiera opery Nieznajoma Vincenza Belliniego[1][2]
- 26 lutego – w neapolitańskim Teatro del Fondo miała miejsce premiera opery Il giovedi grasso o Il nuovo Pourceaugnac Gaetana Donizettiego[1][2]
- 5 marca – w wiedeńskiej Landhaussaal miała miejsce premiera „Hymnus an den Heiligen Geist” D 964 (później D 948) Franza Schuberta[1][2]
- 29 marca w Detmold, w Landestheater odbyła się premiera „Don Juan und Faust” Alberta Lortzinga[1][2]
- 27 kwietnia – w Operze paryskiej miała miejsce premiera baletu La belle au bois dormant Ferdinanda Hérolda[1][2]
- 6 maja – wiedeński budowniczy fortepianów i organów Cyrill Demian oraz jego synowie Karl i Guido złożyli wniosek o opatentowanie akordeonu[1][2]
- 16 maja – w parmeńskim  Teatro Ducale miała miejsce premiera opery Zaira Vincenza Belliniego[1][2]
- 20 maja – w paryskim Théâtre Ventadour miała miejsce premiera opery Les deux nuits François-Adriena Boieldieu[1][2]
- 27 maja – w Kościele Mariackim w Berlinie miała miejsce premiera „Ave maris stella” Felixa Mendelssohna[1][2]
- 12 czerwca – w berlińskiej Royal Opera House miała miejsce premiera opery Agnes von Hohenstaufen Gaspara Spontiniego zagrana po raz pierwszy w całości[1][2]
- 15 czerwca – w Londynie odbyła się premiera „Variations concertantes” na wiolonczelę i fortepian, op.17 Felixa Mendelssohna[1][2]
- 6 lipca – w neapolitańskim Teatro San Carlo miała miejsce premiera opery Elisabetta al castello di Kenilworth Gaetana Donizettiego[1][2]
- 18 lipca – w paryskim Théâtre Ventadour miała miejsce premiera opery L'Illusion Ferdinanda Hérolda[1][2]
- 30 lipca – podczas konkursu Prix de Rome odbyła się premiera „La mort de Cléopâtre” Hectora Berlioza[1][2]

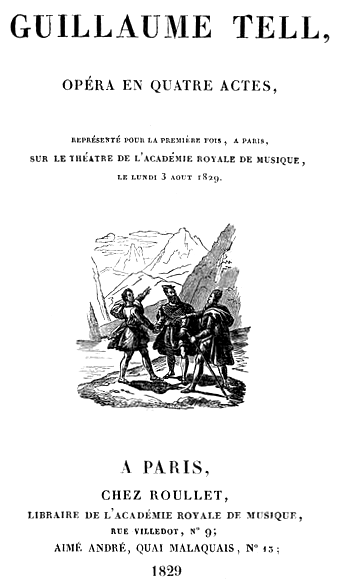
Strona tytułowa libretta opery Wilhelm Tell Gioacchina Rossiniego

- 3 sierpnia – w paryskiej Salle Le Peletier miała miejsce prapremiera opery Wilhelm Tell Gioacchina Rossiniego[1][2]
- 11 sierpnia – w Wiedniu po raz pierwszy koncertuje dziewiętnastoletni Fryderyk Chopin. Jego występ jest entuzjastycznie przyjęty[1][2]
- 18 sierpnia – w wiedeńskim Theater am Kärntnertor miała miejsce premiera „Ronda à la Krakowiak” Fryderyka Chopina[1][2]
- 12 września – w Halle odbyła się premiera kantaty „Gott segne den König” Gaspara Spontiniego[1][2]
- 1 października – w paryskim Théâtre des Nouveautés miała miejsce premiera opery Isaure Adolphe’a Adama[1][2]
- 4 października – w Alsergrund w Kościele św. Trójcy miała miejsce premiera Mass No. 6 D 950 Franza Schuberta[1][2]
- 1 listopada – w paryskiej Salle du Conservatoire miała miejsce premiera „Huit scènes de Faust”, op.1 Hectora Berlioza[1][2]
- 7 listopada – w paryskim Théâtre Ventadour miała miejsce premiera opery Le dilettante d’Avignon Fromentala Halévy’ego[1][2]
- 14 listopada – w Berlinie odbyła się premiera „Hora est” Felixa Mendelssohna[1][2]
- 28 listopada – w paryskim Théâtre Ventadour miała miejsce premiera opery Emmeline Ferdinanda Hérolda[1][2]
- 29 listopada – w wiedeńskiej Redoutensaal miała miejsce premiera „Gott im Ungewitter” D 985 Franza Schuberta[1][2]
- 20 grudnia – w Rzymie odbyła się premiera „Il genio dell’armonia” Gaetana Donizettiego na cześć papieża Piusa VIII[1][2]
- 22 grudnia – w lipskim Stadttheater miała miejsce premiera opery Der Templer und die Jüdin Heinricha Marschnera[1][2]

## Urodzili się
- 24 stycznia – William Mason, amerykański kompozytor i pianista (zm. 1908)
- 6 marca – Heinrich Lichner, niemiecki kompozytor (zm. 1898)
- 16 marca – Józef Telesiński, polski skrzypek (zm. 1876)
- 8 maja – Louis Moreau Gottschalk, amerykański kompozytor i pianista (zm. 1869)
- 12 maja – Pawlos Karrer, grecki kompozytor (zm. 1896)
- 9 czerwca – Gaetano Braga, włoski kompozytor i wiolonczelista (zm. 1907)
- 27 lipca – Anna Grobecker, niemiecka aktorka teatralna, śpiewaczka operowa (mezzosopran) (zm. 1908)
- 21 sierpnia – Otto Goldschmidt, niemiecki kompozytor, dyrygent i pianista (zm. 1907)
- 28 listopada – Anton Rubinstein, rosyjski pianista, kompozytor i dyrygent (zm. 1894)
- 7 grudnia – Władysław Wiślicki, polski kompozytor, dyrygent i pianista (zm. 1899)

## Zmarli
- 25 stycznia – William Shield, angielski kompozytor, skrzypek i altowiolista (ur. 1748)
- 16 lutego – François-Joseph Gossec, francuski kompozytor, przedstawiciel stylu mannheimskiego w muzyce francuskiej (ur. 1734)
- 18 lutego – Jan Křtitel Kuchař, czeski kompozytor i organista (ur. 1751)
- 23 lutego – Jan Stefani, polski skrzypek i kompozytor czeskiego pochodzenia (ur. 1746)
- 8 maja – Mauro Giuliani, włoski kompozytor i wirtuoz gitary (ur. 1781)
- 23 lipca – Wojciech Bogusławski, polski aktor, dyrektor teatralny, reżyser, śpiewak, librecista, dramatopisarz, twórca polskiego teatru narodowego (ur. 1757)
- 2 września – Benedikt Hacker, austriacki kompozytor i wydawca (ur. 1769)
- 29 października – Maria Anna Mozart, siostra Wolfganga Amadeusa, utalentowana klawesynistka (ur. 1751)
- 9 listopada – Jean-Xavier Lefèvre, francuski kompozytor i klarnecista pochodzenia szwajcarskiego (ur. 1763)

## Muzyka poważna
- 30 kwietnia – w wiedeńskim „Wiener Zeitung” opublikowano „Systematische Anweisung zum Fantasieren auf dem Pianoforte”, op.200 Carla Czernego[1][2]